# Lista książek w uniwersum Gwiezdnych wojen
Poniższa lista zawiera książki osadzone w uniwersum Gwiezdnych wojen (z tzw. Expanded Universe nazywanego też Legendami bądź „starym kanonem”).
| Lp. | Tytuł polski                                               | Autor                              | Lata BBY/ABY    |
| --- | ---------------------------------------------------------- | ---------------------------------- | --------------- |
| 1   | Świt Jedi: W nicość                                        | Tim Lebbon                         | ok. 25793 BBY   |
| 2   | Zaginione plemię sithów                                    | John Jackson Miller                | 5000...2975 BBY |
| 3   | The Old Republic: Revan                                    | Drew Karpyshyn                     | 3954 BBY        |
| 4   | The Old Republic: Oszukani                                 | Paul S. Kemp                       | 3653 BBY        |
| 5   | Czerwone żniwa                                             | Joe Schreiber                      | 3643 BBY        |
| 6   | The Old Republic: Fatalny sojusz                           | Sean Williams                      | 3643 BBY        |
| 7   | The Old Republic: Zagłada                                  | Drew Karpyshyn                     | 3641 BBY        |
| 8   | Błędny rycerz                                              | John Jackson Miller                | 1032 BBY        |
| 9   | Darth Bane: Droga zagłady                                  | Drew Karpyshyn                     | 1006-1000 BBY   |
| 10  | Darth Bane: Zasada Dwóch                                   | Drew Karpyshyn                     | 1000-990 BBY    |
| 11  | Darth Bane: Dynastia zła                                   | Drew Karpyshyn                     | 980 BBY         |
| 12  | Darth Plagueis                                             | James Luceno                       | 67 BBY          |
| 13  | Uczeń Jedi: Narodziny Mocy                                 | Dave Wolverton                     | 44 BBY          |
| 14  | Uczeń Jedi: Mroczny przeciwnik                             | Jude Watson                        | 44 BBY          |
| 15  | Uczeń Jedi: Ukryta przeszłość                              | Jude Watson                        | 44 BBY          |
| 16  | Uczeń Jedi: Królewskie znamię                              | Jude Watson                        | 44 BBY          |
| 17  | Uczeń Jedi: Obrońcy umarłych                               | Jude Watson                        | 44 BBY          |
| 18  | Uczeń Jedi: Niepewna ścieżka                               | Jude Watson                        | 44 BBY          |
| 19  | Uczeń Jedi: Świątynia w niewoli                            | Jude Watson                        | 44 BBY          |
| 20  | Uczeń Jedi: Dzień Rozpoznania                              | Jude Watson                        | 44 BBY          |
| 21  | Maska kłamstw                                              | James Luceno                       | 33 BBY          |
| 22  | Darth Maul: Łowca z mroku                                  | Michael Reaves                     | 33 BBY          |
| 23  | Epizod I: Mroczne widmo                                    | Terry Brooks                       | 32 BBY          |
| 24  | Planeta życia                                              | Greg Bear                          | 29 BBY          |
| 25  | Poza galaktykę                                             | Timothy Zahn                       | 27 BBY          |
| 26  | Nadchodząca burza                                          | Alan Dean Foster                   | 22 BBY          |
| 27  | Epizod II: Atak klonów                                     | R.A. Salvatore                     | 22 BBY          |
| 28  | Komandosi Republiki: Bezpośredni kontakt                   | Karen Traviss                      | 22 BBY          |
| 29  | Punkt przełomu                                             | Matthew Woodring Stover            | 22 BBY          |
| 30  | Spisek na Cestusie                                         | Steven Barnes                      | 21 BBY          |
| 31  | Komandosi Republiki: Potrójne Zero                         | Karen Traviss                      | 21 BBY          |
| 32  | Komandosi Republiki: Prawdziwe barwy                       | Karen Traviss                      | 21 BBY          |
| 33  | Medstar: Chirurdzy polowi                                  | Steve Perry i Michael Reaves       | 20 BBY          |
| 34  | Medstar: Uzdrowicielka Jedi                                | Steve Perry i Michael Reaves       | 20 BBY          |
| 35  | Próba Jedi                                                 | David Sherman i Dan Cragg          | 20 BBY          |
| 36  | Yoda. Mroczne spotkanie                                    | Sean Stewart                       | 19,5 BBY        |
| 37  | Wojny klonów                                               | Karen Traviss                      | 19,5 BBY        |
| 38  | Wojny klonów. Dzika przestrzeń                             | Karen Miller                       | 19,5 BBY        |
| 39  | Komandosi Republiki: Rozkaz 66                             | Karen Traviss                      | 19 BBY          |
| 40  | Labirynt zła                                               | James Luceno                       | 19 BBY          |
| 41  | Epizod III: Zemsta Sithów                                  | Matthew Stover                     | 19 BBY          |
| 42  | Czarny Lord: Narodziny Dartha Vadera                       | James Luceno                       | 19 BBY          |
| 43  | Noce Coruscant: Pogrom Jedi                                | Michael Reaves                     | 19-18 BBY       |
| 44  | Noce Coruscant: Aleja cieni                                | Michael Reaves                     | 19-18 BBY       |
| 45  | Noce Coruscant: Ścieżki Mocy                               | Michael Reaves                     | 19-18 BBY       |
| 46  | Moc wyzwolona                                              | Sean Williams                      | 18/3-2 BBY      |
| 47  | Han Solo: Rajska pułapka                                   | A.C. Crispin                       | 10-0 BBY        |
| 48  | Han Solo: Gambit Huttów                                    | A.C. Crispin                       | 10-0 BBY        |
| 49  | Han Solo: Świt Rebelii                                     | A.C. Crispin                       | 10-0 BBY        |
| 50  | Lando Calrissian: Lando Calrissian i Myśloharfa Sharów     | L. Neil Smith                      | 4-2 BBY         |
| 51  | Lando Calrissian: Lando Calrissian i Ogniowicher Oseona    | L. Neil Smith                      | 4-2 BBY         |
| 52  | Lando Calrissian: Lando Calrissian i Gwiazdogrota ThonBoka | L. Neil Smith                      | 4-2 BBY         |
| 53  | Przygody Hana Solo: Han Solo na Krańcu Gwiazd              | Brian Daley                        | 2 BBY           |
| 54  | Przygody Hana Solo: Zemsta Hana Solo                       | Brian Daley                        | 2 BBY           |
| 55  | Przygody Hana Solo: Han Solo i utracona fortuna            | Brian Daley                        | 2 BBY           |
| 56  | Szturmowcy śmierci                                         | Joe Schreiber                      | 0,5 BBY         |
| 57  | Epizod IV: Nowa nadzieja                                   | George Lucas                       | 0 BBY/ABY       |
| 58  | Posłuszeństwo                                              | Timothy Zahn                       | 0,5 ABY         |
| 59  | Spotkanie na Mimban                                        | Alan Dean Foster                   | 1 ABY           |
| 60  | Epizod V: Imperium kontratakuje                            | Donald F. Glut                     | 3 ABY           |
| 61  | Cienie Imperium                                            | Steve Perry                        | 3,5 ABY         |
| 62  | Wojny Łowców Nagród: Mandaloriańska zbroja                 | K.W. Jeter                         | 4 ABY           |
| 63  | Wojny Łowców Nagród: Spisek Xizora                         | K.W. Jeter                         | 4 ABY           |
| 64  | Wojny Łowców Nagród: Polowanie na łowcę                    | K.W. Jeter                         | 4 ABY           |
| 65  | Epizod VI: Powrót Jedi                                     | James Khan                         | 4 ABY           |
| 66  | Pakt na Bakurze                                            | Kathy Tyers                        | 4 ABY           |
| 67  | Luke Skywalker i cienie Mindora                            | Matthew Stover                     | 5 ABY           |
| 68  | X-Wing: Eskadra Łotrów                                     | Michael Stackpole                  | 7,5 ABY         |
| 69  | X-Wing: Ryzyko Wedge’a                                     | Michael Stackpole                  | 7,5 ABY         |
| 70  | X-Wing: Pułapka Krytosa                                    | Michael Stackpole                  | 7,5 ABY         |
| 71  | X-Wing: Wojna o bactę                                      | Michael Stackpole                  | 7,5 ABY         |
| 72  | X-Wing: Eskadra Widm                                       | Aaron Allston                      | 8 ABY           |
| 73  | X-Wing: Żelazna pięść                                      | Aaron Allston                      | 8 ABY           |
| 74  | X-Wing: Rozkaz Solo                                        | Aaron Allston                      | 8 ABY           |
| 75  | Ślub księżniczki Leii                                      | Dave Wolverton                     | 8 ABY           |
| 76  | Zjawa z Tatooine                                           | Troy Denning                       | 9 ABY           |
| 77  | Trylogia Thrawna: Dziedzic Imperium                        | Timothy Zahn                       | 9 ABY           |
| 78  | Trylogia Thrawna: Ciemna strona Mocy                       | Timothy Zahn                       | 9 ABY           |
| 79  | Trylogia Thrawna: Ostatni rozkaz                           | Timothy Zahn                       | 9 ABY           |
| 80  | X-Wing: Zemsta Isard                                       | Michael Stackpole                  | 9 ABY           |
| 81  | Akademia Jedi: W poszukiwaniu Jedi                         | Kevin J. Anderson                  | 11 ABY          |
| 82  | Akademia Jedi: Uczeń Ciemnej Strony                        | Kevin J. Anderson                  | 11 ABY          |
| 83  | Akademia Jedi: Władcy Mocy                                 | Kevin J. Anderson                  | 11 ABY          |
| 84  | Ja, Jedi                                                   | Michael Stackpole                  | 11 ABY          |
| 85  | Dzieci Jedi                                                | Barbara Hambly                     | 12 ABY          |
| 86  | Miecz ciemności                                            | Kevin J. Anderson                  | 12 ABY          |
| 87  | Planeta zmierzchu                                          | Barbara Hambly                     | 13 ABY          |
| 88  | X-Wing: Myśliwce Adumaru                                   | Aaron Allston                      | 13 ABY          |
| 89  | Kryształowa gwiazda                                        | Vonda McIntyre                     | 14 ABY          |
| 90  | Kryzys Czarnej Floty: Przed burzą                          | Michael P. Kube-McDowell           | 16 ABY          |
| 91  | Kryzys Czarnej Floty: Tarcza kłamstw                       | Michael P. Kube-McDowell           | 16 ABY          |
| 92  | Kryzys Czarnej Floty: Próba tyrana                         | Michael P. Kube-McDowell           | 17 ABY          |
| 93  | Nowa rebelia                                               | Kristine Kathryn Rusch             | 17 ABY          |
| 94  | Trylogia Koreliańska: Zasadzka na Korelii                  | Roger MacBridge Allen              | 18 ABY          |
| 95  | Trylogia Koreliańska: Napaść na Selonii                    | Roger MacBridge Allen              | 18 ABY          |
| 96  | Trylogia Koreliańska: Zwycięstwo na Centerpoint            | Roger MacBridge Allen              | 18 ABY          |
| 97  | Ręka Thrawna: Widmo Przeszłości                            | Timothy Zahn                       | 19 ABY          |
| 98  | Ręka Thrawna: Wizja Przyszłości                            | Timothy Zahn                       | 19 ABY          |
| 99  | Rozbitkowie z Nirauan                                      | Timothy Zahn                       | 22 ABY          |
| 100 | Młodzi Rycerze Jedi: Spadkobiercy Mocy                     | Kevin J. Anderson i Rebecca Moesta | 23-24 ABY       |
| 101 | Młodzi Rycerze Jedi: Akademia Ciemnej Strony               | Kevin J. Anderson i Rebecca Moesta | 23-24 ABY       |
| 102 | Młodzi Rycerze Jedi: Zagubieni                             | Kevin J. Anderson i Rebecca Moesta | 23-24 ABY       |
| 103 | Młodzi Rycerze Jedi: Miecze świetlne                       | Kevin J. Anderson i Rebecca Moesta | 23-24 ABY       |
| 104 | Młodzi Rycerze Jedi: Najciemniejszy rycerz                 | Kevin J. Anderson i Rebecca Moesta | 23-24 ABY       |
| 105 | Młodzi Rycerze Jedi: Oblężenie Akademii Jedi               | Kevin J. Anderson i Rebecca Moesta | 23-24 ABY       |
| 106 | Wektor pierwszy                                            | R.A. Salvatore                     | 25 ABY          |
| 107 | Mroczny Przypływ: Szturm                                   | Michael Stackpole                  | 25 ABY          |
| 108 | Mroczny Przypływ: Inwazja                                  | Michael Stackpole                  | 25 ABY          |
| 109 | Agenci Chaosu: Próba bohatera                              | James Luceno                       | 25 ABY          |
| 110 | Agenci Chaosu: Zmierzch Jedi                               | James Luceno                       | 25 ABY          |
| 111 | Punkt równowagi                                            | Kathy Tyers                        | 26 ABY          |
| 112 | Ostrze Zwycięstwa: Podbój                                  | Greg Keyes                         | 26 ABY          |
| 113 | Ostrze Zwycięstwa: Odrodzenie                              | Greg Keyes                         | 26 ABY          |
| 114 | Gwiazda po gwieździe                                       | Troy Denning                       | 27 ABY          |
| 115 | Mroczna podróż                                             | Elaine Cunningham                  | 27 ABY          |
| 116 | Linie Wroga: Powrót Rebelii                                | Aaron Allston                      | 27 ABY          |
| 117 | Linie Wroga: Twierdza Rebelii                              | Aaron Allston                      | 27 ABY          |
| 118 | Zdrajca                                                    | Matthew Woodring Stover            | 27 ABY          |
| 119 | Szlak przeznaczenia                                        | Walter Jon Williams                | 28 ABY          |
| 120 | Heretyk Mocy: Ruiny Imperium                               | Sean Williams i Shane Dix          | 28 ABY          |
| 121 | Heretyk Mocy: Uchodźca                                     | Sean Williams i Shane Dix          | 28 ABY          |
| 122 | Heretyk Mocy: Spotkanie po latach                          | Sean Williams i Shane Dix          | 28 ABY          |
| 123 | Ostatnie proroctwo                                         | Greg Keyes                         | 29-30 ABY       |
| 124 | Jednocząca Moc                                             | James Luceno                       | 29-30 ABY       |
| 125 | Mroczne Gniazdo: Władca dwumyślnych                        | Troy Denning                       | 35 ABY          |
| 126 | Mroczne Gniazdo: Niewidzialna królowa                      | Troy Denning                       | 36 ABY          |
| 127 | Mroczne Gniazdo: Wojna rojów                               | Troy Denning                       | 36 ABY          |
| 128 | Dziedzictwo Mocy: Zdrada                                   | Aaron Allston                      | 40 ABY          |
| 129 | Dziedzictwo Mocy: Braterstwo krwi                          | Karen Traviss                      | 40 ABY          |
| 130 | Dziedzictwo Mocy: Nawałnica                                | Troy Denning                       | 40 ABY          |
| 131 | Dziedzictwo Mocy: Wygnanie                                 | Aaron Allston                      | 40 ABY          |
| 132 | Dziedzictwo Mocy: Poświęcenie                              | Karen Traviss                      | 40 ABY          |
| 133 | Dziedzictwo Mocy: Piekło                                   | Troy Denning                       | 40 ABY          |
| 134 | Dziedzictwo Mocy: Furia                                    | Aaron Allston                      | 40 ABY          |
| 135 | Dziedzictwo Mocy: Objawienie                               | Karen Traviss                      | 40 ABY          |
| 136 | Dziedzictwo Mocy: Niezwyciężony                            | Troy Denning                       | 40 ABY          |
| 137 | Rozdroża czasu                                             | Paul S. Kemp                       | 41 ABY          |
| 138 | Odpływ                                                     | Paul S. Kemp                       | 42 ABY          |
| 139 | Sokół Millennium                                           | James Luceno                       | 43 ABY          |
| 140 | Przeznaczenie Jedi: Wygnaniec                              | Aron Allston                       | 43 ABY          |
| 141 | Przeznaczenie Jedi: Omen                                   | Christie Golden                    | 43 ABY          |
| 142 | Przeznaczenie Jedi: Otchłań                                | Troy Denning                       | 43 ABY          |
| 143 | Przeznaczenie Jedi: Odwet                                  | Aron Allston                       | 43 ABY          |
| 144 | Przeznaczenie Jedi: Sojusznicy                             | Christie Golden                    | 43 ABY          |
| 145 | Przeznaczenie Jedi: Wir                                    | Troy Denning                       | 43 ABY          |
| 146 | Przeznaczenie Jedi: Wyrok                                  | Aron Allston                       | 43 ABY          |
| 147 | Przeznaczenie Jedi: Hegemonia                              | Christie Golden                    | 43 ABY          |
| 148 | Przeznaczenie Jedi: Apokalipsa                             | Troy Denning                       | 43 ABY          |
| 149 | X-wingi: Cios łaski                                        | Aaron Allston                      | 44 ABY          |